# Manuel Aguirre y Monsalbe

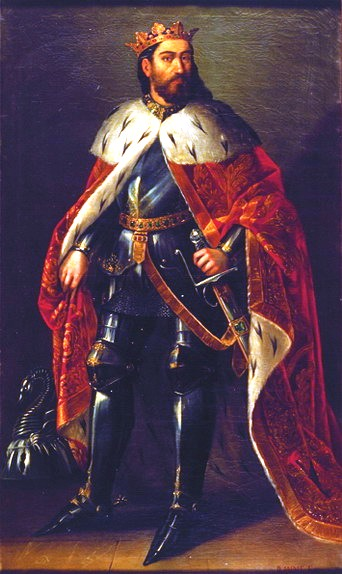
Jacques Ier d'Aragon, le Conquérant, huile de Manuel Aguirre (vers 1851-1854).

Manuel Aguirre y Monsalbe (1822, Malaga - 1856, Borja) est un peintre espanol du XIXe siècle qui a vécu en Aragon. Il a été l'élève de Vicente López y Portaña. En 1846, il est devenu professeur à l'Académie Saint Louis à Saragosse. Il a peint une série de portraits de Rois d'Aragon pour le Casino de cette ville. Ces portraits appartiennent aujourd'hui à la Diputación Provincial de Zaragoza.

## Sources - Références
- (es) Cet article est partiellement ou en totalité issu de l’article de Wikipédia en espagnol intitulé « Manuel Aguirre y Monsalbe » (voir la liste des auteurs).